# 不都合
| ウィキペディアには「不都合」という見出しの百科事典記事はありません（タイトルに「不都合」を含むページの一覧/「不都合」で始まるページの一覧）。 代わりにウィクショナリーのページ「不都合」が役に立つかもしれません。 |